# Granity
Granity is een kleine plaats in de regio West Coast op het Zuidereiland van Nieuw-Zeeland, 30 kilometer ten noorden van Westport.
Granity ligt in het dichtbeboste gebied tussen de Tasman Sea en de steile Nieuw-Zeelandse Alpen. Het plaatsje is het grootste in een zeer dunbevolkt gebied. Vroeger waren hier veel kolenmijnen en na de sluiting hiervan liep het inwonertal sterk terug.
De naam Granity refereert aan de grote hoeveelheden graniet die in de omgeving te vinden zijn.